# 貝薩蘭皮
貝薩蘭皮是馬達加斯加的城鎮，由梅拉基區負責管轄，位於該國西岸，海拔高度30米，從事農業、畜牧業和漁業的人口分別佔65%、30%和5%，主要農產品有香蕉、兒茶和橙，2001年人口約15,000。
16°45′S 44°29′E / 16.750°S 44.483°E